# Ruben Van Hirtum
Ruben Van Hirtum (ur. 10 kwietnia 1990) – belgijski siatkarz, grający na pozycji przyjmującego, reprezentant Belgii. 

## Sukcesy klubowe
Puchar Belgii:
- 2013, 2016, 2017[1], 2018, 2019

Mistrzostwo Belgii:
- 2013, 2014, 2015[2], 2016, 2017
- 2018, 2019

Superpuchar Belgii:
- 2013, 2014, 2018

## Sukcesy reprezentacyjne
Mistrzostwa Europy Kadetów:
- 2007